# Brug 489
Brug 489 is een bouwkundig kunstwerk in Amsterdam Nieuw-West.
Deze nauwelijks opvallende brug ligt in de Bos en Lommerweg, direct ten oosten van de ringspoorbaan. In 1959 werd daar ten behoeve van de ringspoorbaan en de omliggende woonwijken een afwateringstocht gegraven, maar er moest een doorgaande weg blijven. Het ontwerp voor deze zogenaamde duikerbrug kwam van de hand van Cornelis Johannes Henke werkend bij de Dienst der Publieke Werken. Hij zou ongeveer 35 bruggen ontwerpen in Amsterdam, maar deze is vrijwel onzichtbaar. Vanaf voet- en fietspad is zij nog te herkennen aan de geplaatste brugleuningen, maar auto- en tramverkeer merken niet dat ze hier over water gaan. Het water stroomt (noord-zuid) door twee parallel lopende buizen.
De duiker kwam door stadsverdichting (woningbouw, onder andere New Kid) aan de kruising Bos en Lommerweg en Leeuwendalersweg, die hier loodrecht op de Bos en Lommerweg loopt, steeds meer in de verdrukking.

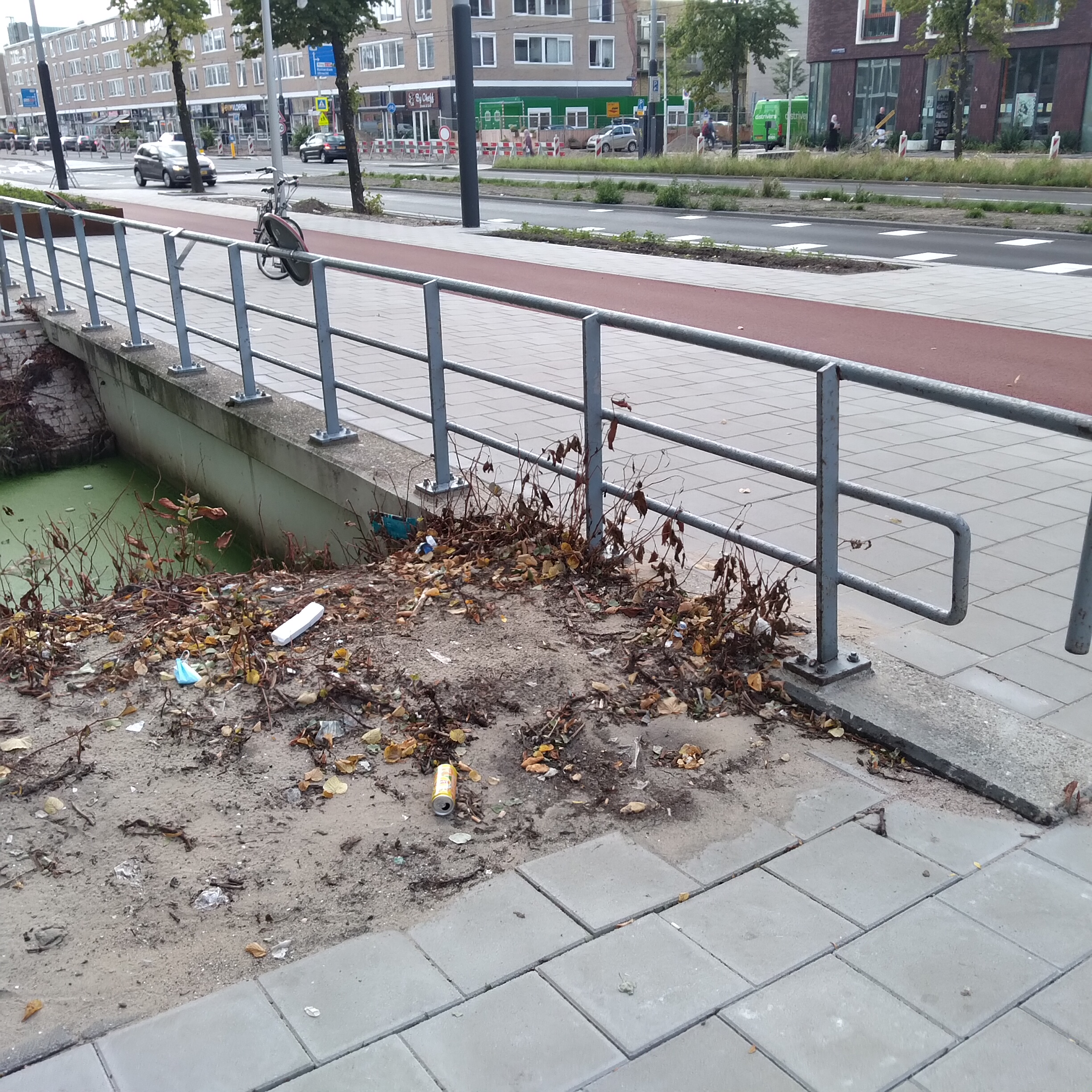
Leuning aan de noordzijde (augustus 2021)

<<< · 400 · 401 · 402 · 403 · 404 · 405 · 406 · 407 · 408 · 409 · 410 · 411 · 413 · 414 · 415 · 416 · 417 · 418 · 419 · 420 · 421 · 422 · 423 · 424 · 425 · 427 · 429 · 430 · 431 · 432 · 433 · 434 · 435 · 436 · 437 · 438 · 439 · 440 · 441 · 442 · 443 · 444 · 445 · 446 · 447 · 448 · 449 · 450 · 451 · 452 · 453 · 454 · 455 · 456 · 457 · 458 · 459 · 460 · 461 · 462 · 463 · 464 · 465 · 466 · 469 · 470 · 471 · 472 · 473 · 474 · 475 · 476 · 478 · 479 · 480 · 482 · 483 · 485 · 486 · 487 · 488 · 489 · 490 · 491 · 492 · 493 · 494 · 495 · 496 · 497 · 499 · >>>
Brugnummers 412, 426, 428, 467, 468, 477, 481, 484 en 498 zijn niet (meer) vergeven.